# Приют старой техники Ярва-Яани
Прию́т ста́рой те́хники Я́рва-Яа́ни (эст. Järva-Jaani vanatehnika varupaik) — музей старой техники, расположенный в посёлке Ярва-Яани, волость Ярва, Эстония. Музей создан Пожарным обществом Ярва-Яани (эст. Järva-Jaani Tuletõrje Selts), его целью является собирание, сохранение и экспонирование образцов старой техники (преимущественно дорожной, сельскохозяйственной и пожарной), которая в советское время использовалась в Эстонии. Музей финансируется на основе пожертвований.

## Музей
Приют старой техники Ярва-Яани основан в 2004 году Пожарным обществом посёлка Ярва-Яани; помимо приюта старой техники, в ведении общества находятся также Пожарный музей и Музей кино. Главная задача, которая ставилась при создании музея — коллекционирование и экспонирование старой техники, которая двигалась по эстонским дорогам преимущественно в советское время. Основными экспонатами музея становятся транспортные средства (автомобили, автобусы, грузовые машины, дорожная и коммунальная техника и проч.), сельскохозяйственная техника и пожарная техника как советского, так и иностранного производства.
Посещение экспозиции бесплатно. Музей финансируется на основе пожертвований посетителей, работа по сбору экспонатов и организации экспозиции ведётся добровольцами. Вследствие недостатка ресурсов основные усилия музея направлены на сбор экспонатов; реставрация техники не проводится или проводится в ограниченном объёме, техника экспонируется в том виде, в каком она поступает в собрание. Ряд экспонатов не принадлежит музею, а передан ему на хранение владельцами.
Музей является одной из туристических достопримечательностей Ярва-Яани.

## Экспонаты
По состоянию на 2023 год, число экспонатов 540. Среди экспонатов имеется ряд машин, изготовленных в 1950-х годах: трактор ХТЗ-7, легковой автомобиль Москвич-400 и др. Здесь же находится последний из таллинских автобусов Ikarus 260; таллинский автобусный парк на протяжении нескольких десятилетий состоял из автобусов этого типа. Музей располагает экземпляром автогрейдера Д-512, изготовленным пайдеским цехом Таллинского экскаваторного завода в 1965 году, комбайном СК-4 и другой техникой, выпущенной в 1950-х — 2000-х годах. Ряд экспонатов коллекции являются несерийными или самодельными машинами.